# Lista över nationalparker i Chile

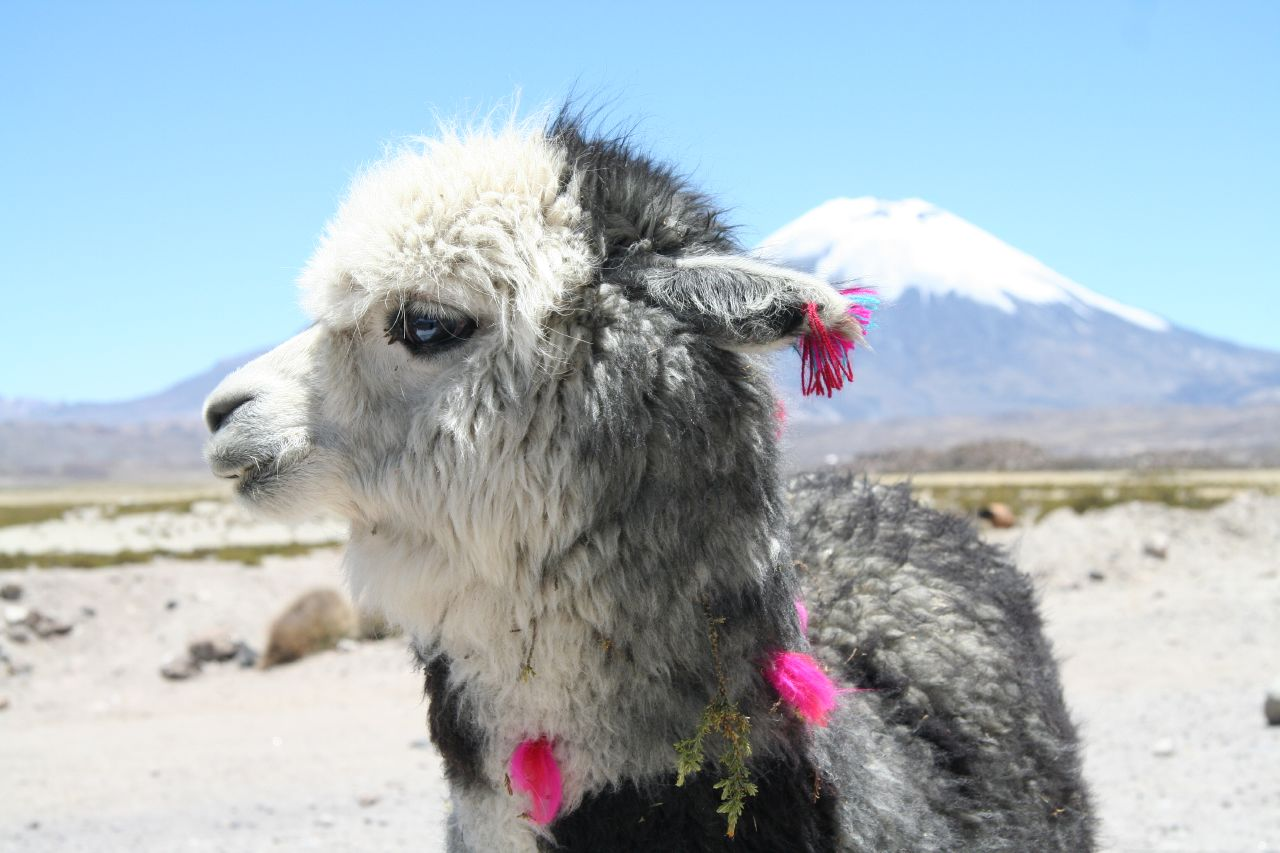
Lauca nationalpark.

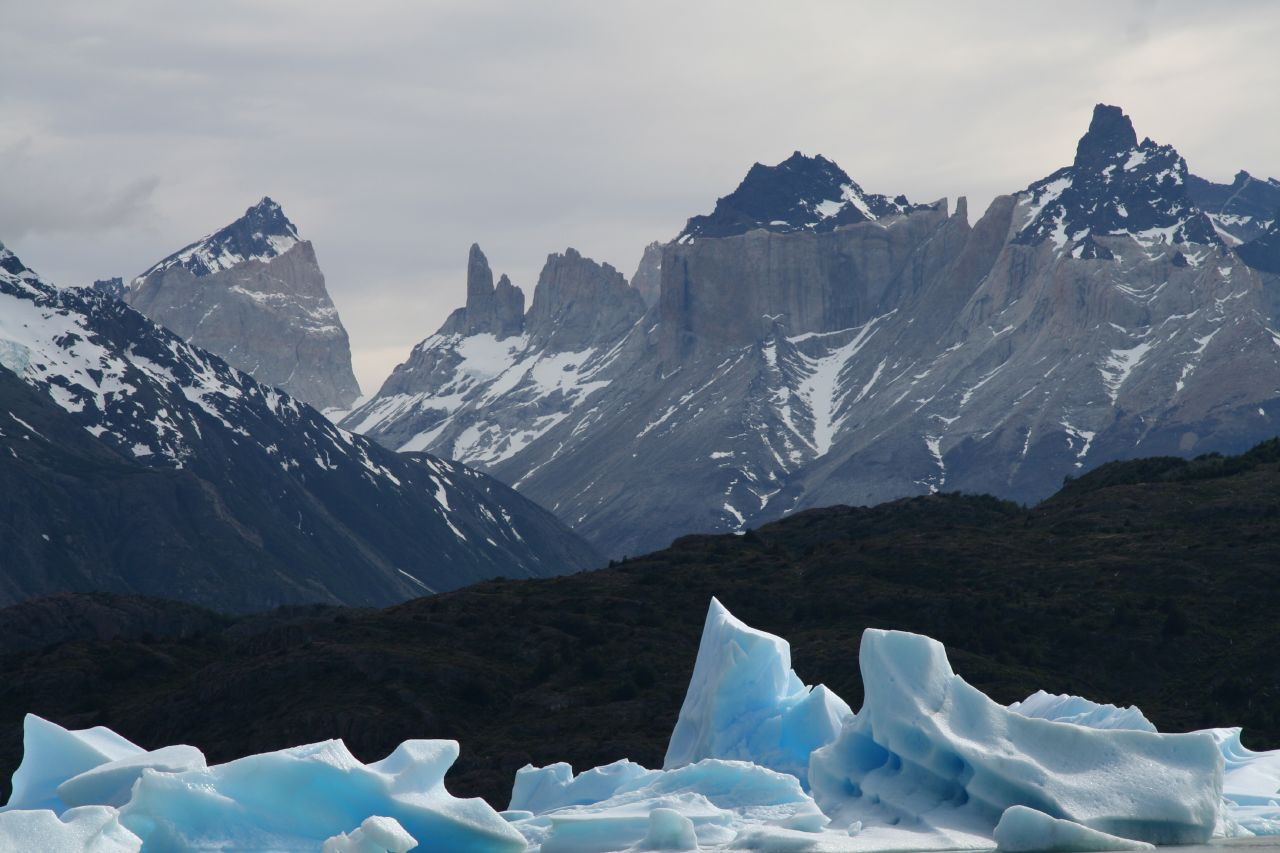
Torres del Paine nationalpark.

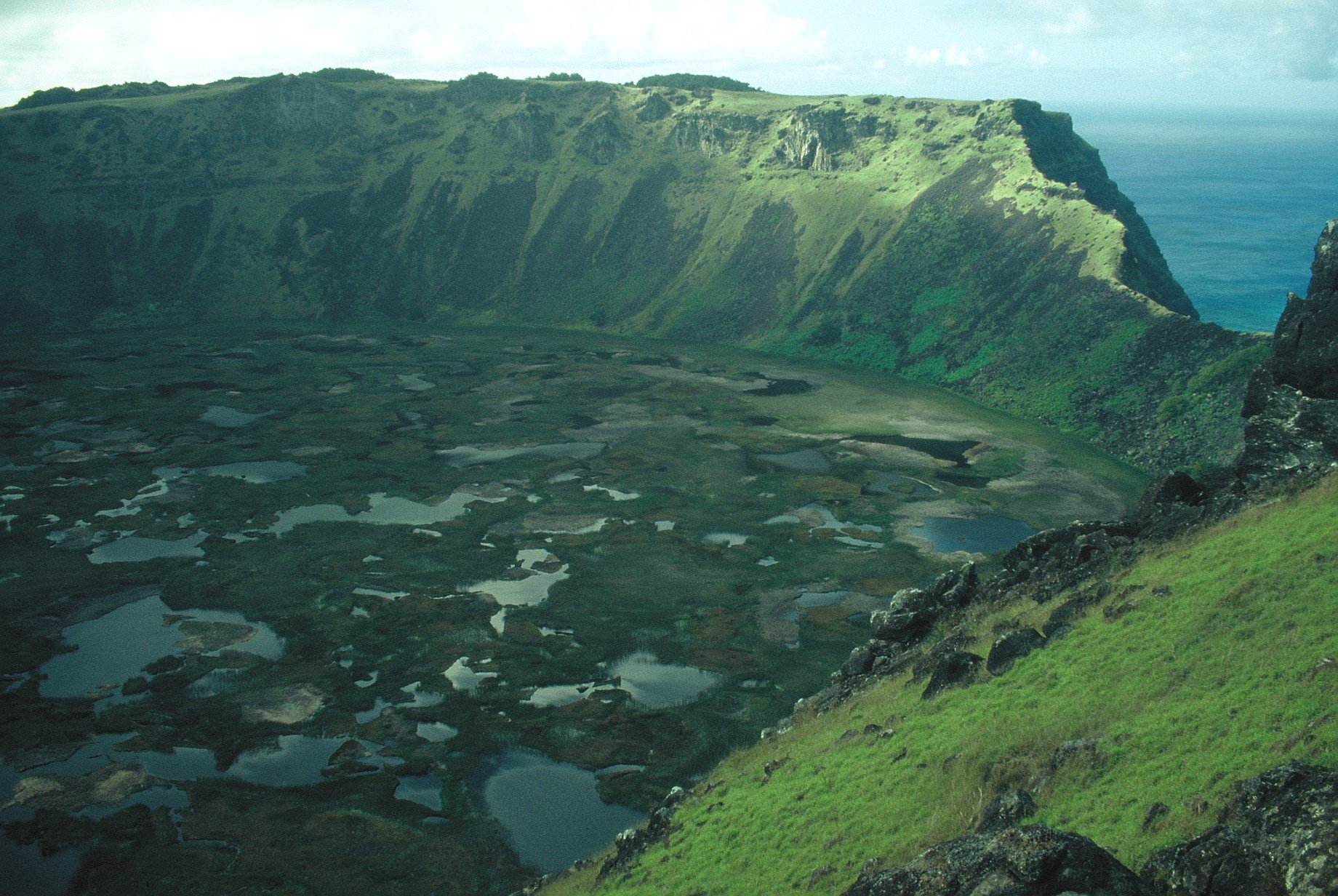
Rapa Nui nationalpark.

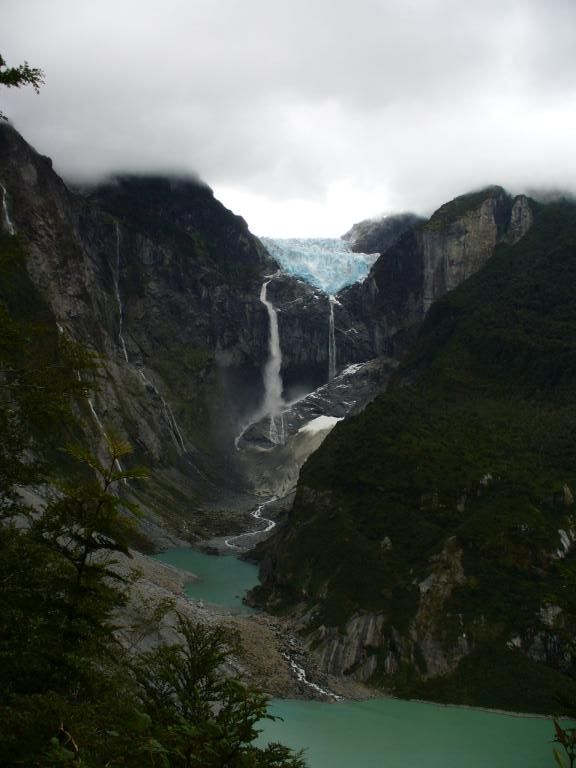
Queulat National Park.

Det här är en lista över nationalparker i Chile. Chile har för närvarande 32 nationalparker som administreras av Corporación Nacional Forestal.
- Alberto de Agostini nationalpark
- Alerce Andino nationalpark
- Archipiélago de Juan Fernández nationalpark
- Bernardo O'Higgins nationalpark
- Bosque de Fray Jorge nationalpark
- Cabo de Hornos nationalpark
- Chiloé nationalpark
- Conguillío nationalpark
- Corcovado nationalpark
- Hornopirén nationalpark
- Huerquehue nationalpark
- Isla Guamblin nationalpark
- Isla Magdalena nationalpark
- La Campana nationalpark
- Laguna del Laja nationalpark
- Laguna San Rafael nationalpark
- Las Palmas de Cocalán nationalpark
- Lauca nationalpark
- Llanos de Challe nationalpark
- Llullaillaco nationalpark
- Nahuelbuta nationalpark
- Nevado Tres Cruces nationalpark
- Pali-Aike nationalpark
- Pan de Azúcar nationalpark
- Puyehue nationalpark
- Queulat nationalpark
- Rapa Nui nationalpark
- Tolhuaca nationalpark
- Torres del Paine nationalpark
- Vicente Pérez Rosales nationalpark
- Villarrica nationalpark
- Volcán Isluga nationalpark